# Anne-Marie Mineur
Anne-Marie Mineur (Oss, 14 mei 1967) is een Nederlands politica namens de SP.
Op 1 juli 2014 werd Mineur lid van het Europees Parlement. Zij werd met voorkeurstemmen verkozen. Daarvoor was ze actief in de lokale en provinciale politiek.
Bij de Europese Parlementsverkiezingen van 2019 was Mineur niet herkiesbaar.